# Mahabádi Köztársaság

Mahábád zászlója

Mahábád (kurd nyelven Komarî Mehabad, perzsa nyelven جمهوری مهاباد ) rövid életű kurd állam volt a mai Irán területén. 1946 és 1947 között Irán szovjet megszállási övezetében létezett.

## Története
1941-ben az Egyesült Királyság és a Szovjetunió közösen megszállták Iránt az esetleges német megszállás megakadályozása céljából. A szovjet megszállási övezetben a kurdok gyakorlatilag függetlenséget élveztek. 
A szovjetek 1945. decemberi kivonulása után a kurdok formálisan is kikiáltották függetlenségüket. Az új állam fegyveres erőinek vezetője Mustafa Barzani, a későbbi ismert kurd szabadságharcos lett. Azonban függetlenségüket a szovjet segítség hiányában nem voltak képesek megvédeni, 1946 decemberében a központi iráni kormány visszaállította szuverenitását a terület felett.